# Утин, Александр Васильевич
Алекса́ндр Васи́льевич У́тин  (31 марта (13 апреля) 1906 — 23 января 1950) — советский военачальник, военный лётчик, участник Великой Отечественной войны, генерал-лейтенант авиации (19 августа 1944). Герой Советского Союза (29 мая 1945).

## Биография
Утин А. В., русский по национальности, родился в рабочей семье. Его отец до революции работал заведующим Хотьковским чугунолитейным заводом, а после неё — заведующим складом и доменным мастером в Людинове, начальником литейного цеха на Сукремльском и Песоченском чугунолитейном заводах. Александр Утин окончил Людиновское начальное училище в 1915 году, 2 класса Жиздринской мужской гимназии в 1917 году, Жиздринскую советскую трудовую школу в 1920 году, школу 2-й ступени в 1922 году. С 1922 года работал в лесозаготовительной конторе связным и лесорубом. Окончил три курса педагогического техникума в городе Жиздра в 1926 году.
С февраля 1926 году служил в Красной Армии. Окончил Военно-теоретическую школу ВВС РККА в Ленинграде (1926), 2-ю военную школу лётчиков имени Осоавиахима в Борисоглебске (1928 год). Как один из лучших выпускников, оставлен в Борисоглебской авиашколе, служил лётчиком-инструктором, командиром звена, командиром отряда. С апреля 1934 служил в 9-й военной школе лётчиков и летнабов в Харькове командиром отряда и эскадрильи (с мая 1935). В сентябре 1939 года направлен на учёбу. Окончил в 1941 году Военную академию командного и штурманского состава ВВС РККА.
В июле 1941 года подполковник А. В. Утин назначен командиром 186-го истребительного авиационного полка. Завершив формирование в Западном военном округе, полк в августе 1941 года прибыл на фронт Великой Отечественной войны, сражался на Западном и Юго-Западном фронтах. Участвовал в Киевской и Сумско-Харьковской оборонительных операциях, осуществляя противовоздушную обороны ближних тылов фронта.  С декабря 1941 года командовал сводной авиагруппой ВВС Юго-Западного фронта (к его истребительному полку был добавлен штурмовой авиаполк), созданной для поддержки наземных войск в Елецкой наступательной операции. С марта 1942 — начальник группы контроля Управления ВВС Юго-Западного фронта, с июня 1942 — командир учебно-тренировочного армейского авиационного полка при штабе 8-й воздушной армии. 
В июле 1942 года полковник А. В. Утин назначен командиром 220-й истребительной авиационной дивизией 8-й воздушной армии Сталинградского фронта (затем передана в 16-ю воздушную армию Донского фронта). Дивизия прошла через всю Сталинградскую битву. За образцовое выполнение боевых задач и проявленные при этом мужество и героизм приказом Народного комиссара обороны СССР от 3 февраля 1943 года дивизия получила гвардейское звание и была переименована в 1-ю гвардейскую истребительную авиационную дивизию. Командиром дивизии оставался А. В. Утин, которому 28 мая 1943 года было присвоено воинское звание генерал-майор авиации. После Сталинградской битвы дивизия весь май и июнь 1943 года вела упорные бои на Курской дуге, где, несмотря на большую паузу в наземных операциях, ВВС РККА и Люфтваффе вели ожесточенную борьбу за господство в воздухе в преддверии Курской битвы.
С 26 июня 1943 года А. В. Утин вступил в командование 7-м истребительным авиационным корпусом 5-й воздушной армии Степного фронта. Затем под его командованием корпус сражался в 2-й и в 8-й воздушных армиях на 2-м и 1-м Украинских фронтах. В октябре 1944 года корпус за боевые отличия был преобразован в 6-й гвардейский истребительный авиационный корпус, награждён орденом Красного Знамени, а также ему было присвоено почётное наименование «Львовский». Воины-истребители корпуса отважно сражались в Курской битве, в битве за Днепр, в Кировоградской, Корсунь-Шевченковской, Уманско-Ботошанской, Львовско-Сандомирской, Карпатско-Дуклинской, Висло-Одерской, Нижне-Силезской, Верхне-Силезской, Берлинской и Пражской наступательных операциях.
Командир 6-го гвардейского истребительного авиационного корпуса (2-я воздушная армия, 1-й Украинский фронт) генерал-лейтенант авиации А. В. Утин, проявил умелое руководство боевыми действиями корпуса при осуществлении наступательных операций в 1943—1945 годах, в частности, в Берлинской операции. За это время воинами корпуса сбит 1 721 немецкий самолёт при соотношении потерь 5:1 в свою пользу. На личном счету А. В. Утина 37 боевых вылетов, во время которых были сбиты в группе 2 самолёта противника.
За умелое командование авиационным корпусом, образцовое выполнение боевых заданий командования на фронте борьбы с немецко-фашистским захватчиками и проявленные при этом мужество и героизм Указом Президиума Верховного Совета СССР от 29 мая 1945 года гвардии генерал-лейтенанту авиации Утину Александру Васильевичу присвоено звание Героя Советского Союза с вручением ордена Ленина и медали «Золотая Звезда» (№ 6509).

Могила Утина на Новодевичьем кладбище Москвы

После окончания войны остался продолжал командование корпусом в Центральной группе войск. С августа 1946 года исполнял обязанности, а с апреля 1947 года командовал 11-й воздушной армией Закавказского военного округа (в феврале 1949 года 11-я воздушная армия была переименована в 34-ю воздушную армию, А. В. Утин остался её командующим).
Скончался в Москве. Похоронен в Москве на Новодевичьем кладбище.

## Награды
- Герой Советского Союза (29 мая 1945 года, медаль № 6509);
- Орден Ленина (29.05.1945);
- Два ордена Красного Знамени (3.02.1943);
- Орден Богдана Хмельницкого I степени (6.04.1945);
- Орден Суворова II степени (19.01.1944);
- Два ордена Красной Звезды (9.12.1941, 3.11.1944);
- Медаль «За оборону Сталинграда»
- Медаль «За взятие Берлина»
- медаль «За победу над Германией в Великой Отечественной войне 1941-1945 гг.»;
- медаль «XX лет РККА»;
- медаль «30 лет Советской Армии и Флота»;

Иностранные награды :
- Орден «За воинскую доблесть» III степени (Польша)
- Орден «Крест Грюнвальда» III степени (Польша)
- Военный крест 1939 года (Чехословакия)
- Медаль «За Одру, Нису и Балтику» (Польша)
- Медаль «Победы и Свободы» (Польша)